# Encyclia leucantha
Encyclia leucantha är en orkidéart som beskrevs av Rudolf Schlechter. Encyclia leucantha ingår i släktet Encyclia och familjen orkidéer. Inga underarter finns listade i Catalogue of Life.